# Tyler Fredricson
Tyler Edwin Fredricson (Manchester, 2005. február 23. –) angol utánpótlás-válogatott labdarúgó, a Manchester United középhátvédje.

## Pályafutása

### Klubcsapatokban
Fredricson Manchesterben nőtt fel. Nagy szerepet játszott a csapat 2022-es FA Youth Cup-győzelmében, bár a döntőt sérülés miatt ki kellett hagynia. A döntő után írta alá első profi szerződését a csapattal, amelyet követően az U21-es csapatba helyezték át, esetenként a felnőtt csapattal is edzett. 2022 szeptemberében helyet kapott Erik ten Hag cserepadján a Real Sociedad elleni Európa-liga-mérkőzésre. Ezt követően sérülés miatt több hónapot is ki kellett hagynia, 2024 áprilisáig nem tért vissza a csapatba.
2025 januárjában ismét a felnőttekkel kezdett el edzeni, és több mérkőzésen is a cserepadra nevezte Rúben Amorim, mielőtt 2025. április 20-án a kezdőként mutatkozott be a csapatban a Wolverhampton Wanderers elleni bajnokin.

### A válogatottban
Fredricson az angol válogatottat U17-es és U18-as szinten is képviselte.

## Statisztika
Frissítve: 2025. április 16.
| Csapat                 | Szezon                 | Bajnokság              | Bajnokság | Bajnokság | FA-Kupa | FA-Kupa | Ligakupa | Ligakupa | Európa | Európa | Egyéb | Egyéb | Összesen | Összesen |
| Csapat                 | Szezon                 | Osztály                | Mér.      | Gól       | Mér.    | Gól     | Mér.     | Gól      | Mér.   | Gól    | Mér.  | Gól   | Mér.     | Gól      |
| ---------------------- | ---------------------- | ---------------------- | --------- | --------- | ------- | ------- | -------- | -------- | ------ | ------ | ----- | ----- | -------- | -------- |
| Manchester United U21  | 2021–2022              | Premier League U18     | 12        | 0         | —       | —       | —        | —        | 1      | 0      | 5     | 0     | 18       | 0        |
| Manchester United U21  | 2022–2023              | Premier League 2       | 8         | 0         | —       | —       | —        | —        | —      | —      | 3     | 0     | 12       | 0        |
| Manchester United U21  | 2022–2023              | Premier League U18     | 1         | 0         | —       | —       | —        | —        | —      | —      | 3     | 0     | 12       | 0        |
| Manchester United U21  | 2023–2024              | Premier League 2       | 1         | 0         | —       | —       | —        | —        | —      | —      | 0     | 0     | 1        | 0        |
| Manchester United U21  | 2024–2025              | Premier League 2       | 14        | 0         | —       | —       | —        | —        | 3      | 0      | 5     | 0     | 22       | 0        |
| Manchester United U21  | Utánpótlás összesen    | Utánpótlás összesen    | 36        | 0         | —       | —       | —        | —        | 4      | 0      | 13    | 0     | 53       | 0        |
| Manchester United      | 2024–2025              | Premier League         | 1         | 0         | 0       | 0       | 0        | 0        | 0      | 0      | 0     | 0     | 1        | 0        |
| Profi karrier összesen | Profi karrier összesen | Profi karrier összesen | 1         | 0         | 0       | 0       | 0        | 0        | 0      | 0      | 7     | 0     | 8        | 0        |

1. 1 2 3  A Football League Trophy-ban, a National League Cupban és az FA Ifjúsági Kupában játszott mérkőzések. Az utóbbi nem számít profi mérkőzésnek.
2. ↑  A legtöbb pályára lépés ebben a kategóriában nem számít profi pályafutásának részének. Angliában több utánpótlás-csapat is részt vesz felnőtt kiírásokban, így a szereplések egy része fel van tüntetve az összesítésben
3. ↑  Pályára lépések az Európa-ligában

## Sikerek és díjak
Manchester United
- FA Youth Cup: 2022[6]

Egyéni
- Denzil Haroun-díj: 2025[7]